# Skyld og straf
|  | Denne artikel er oprettet af botten Steenthbot ud fra en ekstern database. Den kan derfor have sproglige fejl eller mangler. Denne skabelon kan fjernes efter kontrol af indholdet. |

Skyld og straf er en dansk dokumentarfilm fra 1977 instrueret af Erik Nørgaard efter eget manuskript.

## Handling
Eksempler på personlige opfattelser af begreberne "skyld" og "straf" hos en narkopige, politiets uropatrulje og den småkriminelle, der mener samfundets straffesanktioner er virkningsløse, hvilket anklager og forsvarer ikke er enige i.
Bl.a. interview med forsvarsadvokat Jørgen Jacobsen.